# Cambao
Cambao es un centro poblado del departamento de Cundinamarca (Colombia). Ubicada en el Municipio de San Juan de Rioseco, capital de la Provincia de Magdalena Centro, a la orilla del Río Magdalena, entre las intersecciones que conducen hacia Honda, Manizales, Girardot y Bogotá vía Facatativá.

## Ubicación
Cambao es un centro poblado del municipio de San Juan de Rioseco, y paso obligado de los viajeros que se dirigen desde Bogotá hacia el norte del Tolima y a Manizales. 
DISTANCIAS DE REFERENCIA
33 Kilómetros de San Juan de Rioseco, la capital provincial 
55 Kilómetros de Líbano
87 Kilómetros de Girardot
96 Kilómetros de Facatativá
123 Kilómetros de Bogotá por la calle 13 
155 Kilómetros de Manizales
Aqui inicia la troncal Cambao - Armero - Líbano - Murillo - Manizales, la cual conectará a Bogotá con Manizales en un tiempo de 6 horas a una distancia de 280 kilómetros, siendo la ruta más corta y directa entre las 2 ciudades.
También pasa la troncal de la ruta de 4G que comunicará a Puerto Salgar con Girardot, que comunica al sur del país con Medellín y la costa atlantica siendo una ruta más directa.
- Datos: Q17623580